# Thomas Anthony Vazhapilly
Thomas Anthony Vazhapilly (ur. 11 kwietnia 1940 w Peringottukara) – indyjski duchowny rzymskokatolicki, w latach 2003-2017 biskup Mysore.

## Życiorys
Święcenia kapłańskie przyjął 2 grudnia 1964. Był m.in. rektorem seminarium w Bengaluru.
14 stycznia 2003 został prekonizowany biskupem Mysore. Sakrę biskupią otrzymał 25 marca 2003. 25 stycznia 2017 przeszedł na emeryturę.